# You Should Be Dancing
You Should Be Dancing è una canzone dei Bee Gees, estratta come singolo dall'album del 1976 Children of the World. Il singolo raggiunse la posizione numero cinque della classifica dei singoli inglese e la numero uno della classifica statunitense Billboard Hot 100, oltre che la numero sette della Hot Dance Club Play.

## Descrizione
È il primo brano dei Bee Gees ad essere orientato verso sonorità più disco rispetto ai precedenti lavori del gruppo, benché venga mantenuta una componente rock (chitarra e batteria), normalmente estranea al genere. You Should Be Dancing è anche conosciuta per essere il primo brano in cui Barry Gibb utilizzò il suo tono falsetto, oggi segno distintivo dell'artista.
La canzone fu utilizzata nella colonna sonora del film La febbre del sabato sera. La canzone e la scena del film nel quale il brano è utilizzato sono stati a loro volta inseriti nella pellicola Corto circuito. La canzone è inoltre utilizzata dai Boston Celtics per accompagnare le proprie vittorie.
La canzone è inoltre utilizzata nel film Cattivissimo me (2010), verso il finale del film.

## Tracce
1. You Should Be Dancing – 4:15
2. Subway – 4:20